# Pjotr Jakowlewitsch Tschaadajew

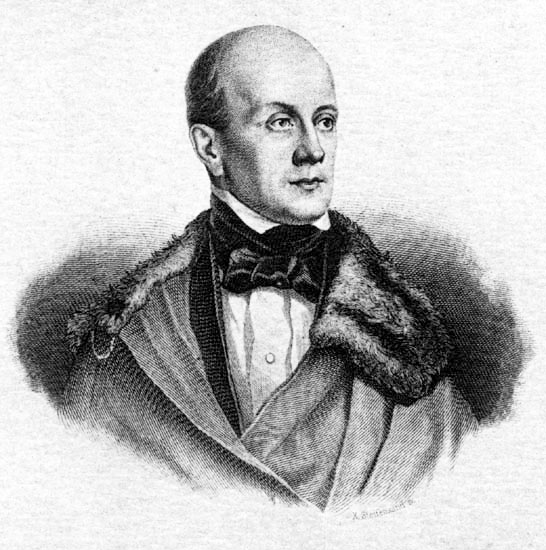
Pjotr Jakowlewitsch Tschaadajew

Pjotr Jakowlewitsch Tschaadajew (russisch Пётр Яковлевич Чаадаев, wiss. Transliteration Pëtr Jakovlevič Čaadaev; * 27. Maijul. / 7. Juni 1794greg. in Moskau; † 14. Apriljul. / 26. April 1856greg. ebenda) war ein russischer Philosoph und politischer Denker.

## Leben und Wirkung
Nachdem Tschaadajew 1812 die Universität Moskau ohne Studienabschluss verlassen hatte, trat er in die Armee ein und diente in den Napoleonischen Kriegen. 1816 trat er in die Freimaurerloge Sojedinjonnyje Bratja (russisch Соединённые братья, Vereinigte Brüder) ein und verließ sie 1822. In den späteren 1820er Jahren war er ein häufiger Gast in Moskauer literarischen Kreisen, befreundete sich mit Puschkin und diente Alexander Gribojedow als literarisches Modell für den Satiriker Tschatski in seiner Komödie Verstand schafft Leiden.
1826 war Tschaadajew kurzzeitig verhaftet wegen eines Kontaktes mit dem Dekabristen Iwan Dmitrijewitsch Jakuschkin.
Tschaadajews Erster Philosophischer Brief, der 1829 zunächst auf Französisch verfasst wurde und 1836 in der Zeitschrift Teleskop erschien, machte ihn in den gebildeten Kreisen Russlands bekannt und sorgte für großes Aufsehen. Darin bezeichnete er Russland als geistig … vollständig unbedeutend und gab der russischen Kirche die Schuld an der „russischen Rückständigkeit“. «Philosophische Briefe» (kritisieren Leibeigenschaft und Zarismus). Nach der Veröffentlichung dieses Briefes ließ ihn Zar Nikolaus I. für verrückt erklären und verbot ihm weitere Veröffentlichungen. Tschaadajew arbeitete jedoch weiter und schrieb noch im gleichen Jahr die Apologie eines Wahnsinnigen. Darin entwickelte er Thesen, die zu den Auseinandersetzungen zwischen den Strömungen der Slawophilen und der Westler führten.

## Zitat
„Wir haben keinerlei Tradition, keine Geschichte, die unser Volk erzogen hätte. Wir sind ohne Vergangenheit und ohne Zukunft. Isoliert von der übrigen Menschheit, fehlt uns jede eigene Entwicklung, jeder wirkliche Fortschritt. Von den Ideen der Pflicht, der Gerechtigkeit und der Ordnung, welche die Atmosphäre des Westens ausmachen, sind wir ganz unberührt […] Konfusion ist ein allgemeiner Zug in unserem Volk […] Die Vorsehung scheint uns völlig übergangen zu haben. Wir besitzen ein riesengroßes Land – aber geistig sind wir vollständig unbedeutend, eine Lücke in der Weltordnung.“

## Werke
- Apologie eines Wahnsinnigen. Geschichtsphilosophische Schriften. Reclam, Leipzig 1992, ISBN 3-379-01422-2.
- Philosophical works of Peter Chaadaev. (Hrsg. Raymond T. McNally, Richard Tempest). Springer, Berlin 1991, ISBN 0-7923-1285-6.
- Oeuvres inédites ou rares. (Hrsg. R. McNally). Salve, Centre d’Études Russes, Meudon 1990, ISBN 2-908706-00-8.
- Philosophical letters & Apology of a madman. Univ. of Tennessee Press, Knoxville 1969, ISBN 0-87049-102-4.
- Schriften und Briefe. Übers. u. eingel. von Elias Hurwicz, Drei Masken, München 1921.